# Fala Knowe
Fala Knowe är en kulle i Storbritannien.   Den ligger i kommunen Midlothian och riksdelen Skottland, i den centrala delen av landet, 500 km norr om huvudstaden London. Toppen på Fala Knowe är 423 meter över havet.
Terrängen runt Fala Knowe är platt åt nordost, men åt sydväst är den kuperad.Runt Fala Knowe är det tätbefolkat, med 297 invånare per kvadratkilometer. Närmaste större samhälle är Edinburgh, 8,8 km norr om Fala Knowe. Trakten runt Fala Knowe består i huvudsak av gräsmarker.